# La paradoja de la elección
La paradoja de la elección: Por qué más es menos publicado en 2004, es un libro del psicólogo norteamericano Barry Schwartz, así como una paradoja planteada en el mismo sobre la satisfacción humana y la libertad de decisión. Dicha paradoja propone la tendencia del ser humano a estar menos satisfecho con las decisiones que toma cuantas más alternativas tenga donde elegir. Por ello, Schwartz sostiene en su libro que la eliminación de algunas opciones de los consumidores en gran medida puede reducir la  ansiedad de los compradores. 

## La tesis de Schwartz
Schwartz ensambla su argumento desde una variedad de campos de la psicología moderna que estudian cómo la felicidad se ve afectada por el éxito o el fracaso en el logro del objetivo.

"La autonomía y la libertad de elección son fundamentales para nuestro bienestar, y la elección es fundamental para la libertad y la autonomía. Sin embargo, aunque los estadounidenses modernos tienen más opciones que cualquier otro grupo de personas, y por lo tanto, presumiblemente, más libertad y autonomía, parece que no nos beneficiamos psicológicamente".

### Cuando elegimos
Schwartz compara las diversas opciones que los estadounidenses enfrentan en su vida cotidiana al comparar la selección de opciones en un supermercado con la variedad de clases en una universidad Ivy League.

En la actualidad hay varios libros y revistas dedicados al llamado movimiento de "simplicidad voluntaria". Su idea central es que tenemos demasiadas opciones, demasiadas decisiones, muy poco tiempo para hacer lo que es realmente importante. [...] Cuidar nuestros propios "deseos" y centrarnos en lo que "queremos" hacer no me parece una solución al problema de demasiadas opciones.

### Cómo elegimos
Schwartz describe que la estrategia de un consumidor para la mayoría de sus buenas decisiones implicará estos pasos:
1. Calcula sus objetivos o metas. El proceso de establecimiento de objetivos y toma de decisiones comienza con la pregunta: "¿Qué es lo que quiero?" Cuando se enfrentan a la elección de elegir un restaurante, un CD o una película, uno toma su decisión en función de cómo uno esperaría que la experiencia los haga sentir, es decir la utilidad esperada. Una vez que haya experimentado ese restaurante, CD o película en particular, su elección se basará en una utilidad recordada. Decir que sabes lo que quieres, por lo tanto, significa que estas utilidades se alinean. El psicólogo ganador del Premio Nobel Daniel Kahneman y sus colegas han demostrado que lo que recordamos sobre la calidad placentera de nuestras experiencias pasadas está casi completamente determinado por dos cosas: cómo se sintieron las experiencias cuando estaban en su mejor momento (mejor o peor) y cómo se sintieron cuando terminaron.
2. Evalúa la importancia de cada objetivo. Daniel Kahneman y Amos Tversky han investigado cómo las personas toman decisiones y encontraron una variedad de reglas generales que a menudo nos hacen descarriar. La mayoría de las personas otorga un peso sustancial a las evidencias anecdóticas, tal vez tanto que anula la evidencia de expertos. Los investigadores lo llaman la heurística de disponibilidad que describe cómo asumimos que cuanto más disponible es una parte de la información para la memoria, con mayor frecuencia debemos haberla encontrado en el pasado. La atención influirá en el peso que le demos a cualquier información en particular.
3. Ordena las opciones. Kahneman y Tversky encontraron que las "valoraciones psicológicas" personales producirán el efecto de enmarcar la elección y determinar qué opciones se consideran. Por ejemplo, una noche en un concierto podría ser solo una entrada en una cuenta mucho más grande, por ejemplo, una cuenta de "conocer a un compañero potencial". O podría ser parte de una cuenta más general, como "formas de pasar un viernes por la noche". El valor de una noche en un concierto dependerá de qué cuenta forme parte.
4. Evalúa la probabilidad de que cada una de las opciones satisfaga sus objetivos. La gente a menudo habla de cómo "los contables creativos pueden hacer que un balance corporativo se vea tan bueno o malo como quieren que se vea". En muchos sentidos, Schwartz ve a la mayoría de la gente como contables creativos cuando se trata de mantener su propio balance psicológico.
5. Elige la opción ganadora. El economista Richard Thaler proporciona un término útil para los costos irrecuperables.
6. Modifica los objetivos. Schwartz señala que más tarde, uno usa las consecuencias de su elección para modificar sus objetivos, la importancia que se les asigna y la forma en que se evalúan las posibilidades futuras.

Schwartz relaciona las ideas del psicólogo Herbert A. Simon de la década de 1950 con el estrés psicológico que enfrentan la mayoría de los consumidores en la actualidad. Señala algunas distinciones importantes entre lo que Simon denominó, maximizadores y satisfacedores. Un maximizador es como un perfeccionista, alguien que necesita estar seguro de que cada compra o decisión fue lo mejor que se pudo hacer. La forma en que un maximizador lo sabe con certeza es considerar todas las alternativas que se puedan imaginar. Esto crea una tarea psicológicamente desalentadora, que puede ser aún más desalentadora a medida que aumenta el número de opciones. La alternativa a maximizar es ser un satisfacedor. Un satisfacedor tiene criterios y estándares, pero no le preocupa la posibilidad de que pueda haber algo mejor. En última instancia, Schwartz está de acuerdo con la conclusión de Simon de que la estrategia de maximización es, de hecho, la satisfacción.

### Por qué sufrimos
Schwartz integra varios modelos psicológicos de felicidad que muestran cómo el problema de la elección puede abordarse mediante diferentes estrategias. Lo que es importante tener en cuenta es que cada una de estas estrategias viene con su propio paquete de complicaciones psicológicas.
- Elección y felicidad. Schwartz analiza la importancia de los métodos de investigación comunes que utilizan una escala de felicidad. Se pone de parte de la opinión de los psicólogos David Myers y Robert Lane, quienes de forma independiente concluyen que la abundancia actual de opciones a menudo conduce a la depresión y a sentimientos de soledad. Schwartz llama especialmente la atención sobre la afirmación de Lane de que los estadounidenses están pagando por una mayor prosperidad y libertad con una disminución sustancial en la calidad y cantidad de las relaciones de comunidad. Lo que una vez fue dado por la familia, el vecindario y el lugar de trabajo ahora debe lograrse y cultivarse activamente de forma individual. El tejido social ya no es un derecho de nacimiento sino que se ha convertido en una serie de elecciones deliberadas y exigentes. Schwartz también discute la felicidad con productos específicos. Por ejemplo, cita un estudio de Sheena Iyengar de la Universidad de Columbia y Mark Lepper de la Universidad de Stanford, quienes descubrieron que cuando los participantes se enfrentaban con una variedad de mermeladas más pequeña estaban más satisfechos con su degustación.
- Libertad o compromiso. Schwartz conecta este tema con la investigación del economista Albert Hirschman sobre cómo las poblaciones responden a la infelicidad: pueden salir de la situación, o pueden protestar y expresar sus preocupaciones. Mientras que los gobiernos de libre mercado dan a los ciudadanos el derecho de expresar su disgusto por la salida, como al cambiar de marca, Schwartz sostiene que las relaciones sociales son diferentes. En cambio, solemos expresar nuestra desaprobación, esperando proyectar influencia en la situación.
- Decisiones de segundo orden. El profesor de derecho Cass Sunstein usa el término "decisiones de segundo orden" para las decisiones que siguen una regla. Tener la disciplina para vivir "según las reglas" elimina innumerables opciones problemáticas en la vida diaria. Schwartz muestra que estas decisiones de segundo orden se pueden dividir en categorías generales de efectividad para diferentes situaciones: presunciones, estándares y códigos culturales. Cada uno de estos métodos son formas útiles que las personas utilizan para analizar la gran variedad de opciones que enfrentan.
- Oportunidades perdidas. Schwartz encuentra que cuando las personas se enfrentan a tener que elegir una opción entre muchas opciones deseables, comenzarán a considerar hipotéticas concesiones. Sus opciones se evalúan en términos de oportunidades perdidas en lugar del potencial de la oportunidad. En otras palabras, después de elegir una alternativa que no tiene la mayor de utilidad, las personas recuerdan la utilidad perdida en lugar de la maximización de la utilidad que hayan podido hacer. Schwartz sostiene que uno de los inconvenientes de hacer intercambios es que altera la forma en que nos sentimos con respecto a las decisiones que enfrentamos; después, afecta el nivel de satisfacción que experimentamos con nuestra decisión. Si bien los psicólogos han sabido desde hace años los efectos nocivos de las emociones negativas en la toma de decisiones, Schwartz señala la evidencia reciente que muestra cómo la emoción positiva tiene el efecto opuesto: en general, los sujetos tienden a considerar más posibilidades cuando se sienten felices.

## Críticas
El intentar duplicar la paradoja de la elección en otros estudios ha tenido un éxito desigual. Un metaanálisis de la incorporación de la investigación a partir de los 50 estudios independientes no encontró ninguna conexión significativa entre la elección y la ansiedad, pero se especula que la varianza en los estudios en que se dejó abierta la posibilidad de que la sobrecarga de opciones podría estar relacionada con ciertas precondiciones aún poco conocidas.